# Gortyna (Kreta)
Gortyna (griechisch Γόρτυνα (f. sg.)) ist eine Gemeinde (Δήμος, Dimos) im Südwesten des Regionalbezirks Iraklio auf der griechischen Mittelmeerinsel Kreta. Die Insel bildet eine der 13 Regionen Griechenlands.
Die Gemeinde hat ihren Sitz in Agii Deka. Über 15.000 Einwohner leben in den 2011 im Rahmen des Kallikratis-Programms zusammengefassten Gemeindebezirken Agia Varvara (Αγία Βαρβάρα), Gortyna, Kofinas (Κόφινας) und Rouvas (Ρούβας).
Seinen Namen hat es von der antiken Stadt Gortyn, die sich auf seinem Gebiet befindet.